# Toquz Oghuz
 (août 2023).
La mise en forme du texte ne suit pas les recommandations de Wikipédia : il faut le « wikifier ».
Les points d'amélioration suivants sont les cas les plus fréquents. Le détail des points à revoir est peut-être précisé sur la page de discussion.
- Les titres sont pré-formatés par le logiciel. Ils ne sont ni en capitales, ni en gras.
- Le texte ne doit pas être écrit en capitales (les noms de famille non plus), ni en gras, ni en italique, ni en « petit »…
- Le gras n'est utilisé que pour surligner le titre de l'article dans l'introduction, une seule fois.
- L'italique est rarement utilisé : mots en langue étrangère, titres d'œuvres, noms de bateaux, etc.
- Les citations ne sont pas en italique mais en corps de texte normal. Elles sont entourées par des guillemets français : « et ».
- Les listes à puces sont à éviter, des paragraphes rédigés étant largement préférés. Les tableaux sont à réserver à la présentation de données structurées (résultats, etc.).
- Les appels de note de bas de page (petits chiffres en exposant, introduits par l'outil «  Source ») sont à placer entre la fin de phrase et le point final[comme ça].
- Les liens internes (vers d'autres articles de Wikipédia) sont à choisir avec parcimonie. Créez des liens vers des articles approfondissant le sujet. Les termes génériques sans rapport avec le sujet sont à éviter, ainsi que les répétitions de liens vers un même terme.
- Les liens externes sont à placer uniquement dans une section « Liens externes », à la fin de l'article. Ces liens sont à choisir avec parcimonie suivant les règles définies. Si un lien sert de source à l'article, son insertion dans le texte est à faire par les notes de bas de page.
- La présentation des références doit suivre les conventions bibliographiques. Il est recommandé d'utiliser les modèles {{Ouvrage}}, {{Chapitre}}, {{Article}}, {{Lien web}} et/ou {{Bibliographie}}. Le mode d'édition visuel peut mettre en forme automatiquement les références.
- Insérer une infobox (cadre d'informations à droite) n'est pas obligatoire pour parachever la mise en page.

Pour une aide détaillée, merci de consulter Aide:Wikification.
Si vous pensez que ces points ont été résolus, vous pouvez retirer ce bandeau et améliorer la mise en forme d'un autre article.
La Toquz Oghuz (vieux turc : 𐱃𐰸𐰆𐰔:𐰆𐰍𐰔; chinois : 九姓 ; pinyin : Jiǔ Xìng ; litt. « Neuf Surnoms »; tibétain : དྲུག་རུས་དགུ་, Wylie : drug rus dgu) était une alliance politique de neuf tribus turciques Tiele en Asie intérieure, durant le Haut Moyen Âge. La Toquz Oghuz a été consolidée et subordonnée au sein du premier Khaganat turc (552–743) et perdurât comme une alliance entre neuf tribus après la fragmentation du Khaganat.
Elle retombe sous la domination des Göktürks lors de la formation du second Khaganat Turc, avant de participer a la chute de ce dernier en se révoltant en 742, puis en tuant le dernier Khagan en 745

## Origines du nom
Oghuz est un mot turc signifiant « communauté » et toquz signifie « neuf ». De même, les Karlouks étaient peut-être connus sous le nom de Üç-Oğuz – üç signifiant « trois ». La racine du terme ethnique généralisé « oghuz » est og -, signifiant « clan, tribu » ; qui à son tour, selon Kononov, descend de l'ancien mot turc ög signifiant « mère ». Cependant, contrairement à Kononov, Golden considère qu'une telle dérivation supplémentaire du sens ce mot est impossible. Initialement, l'oguz désignait « tribus » ou « union tribale », et devint finalement un ethnonyme.

## Histoire
Les Toquz Oghuz ont peut-être été mentionnés pour la première fois dans les inscriptions de l'Orkhon écrites dans les années 730. Les neuf tribus ont été nommées dans l'histoire chinoise comme les Huihe /Ouïghours (回纥), Pugu (仆骨), Hun (浑), Bayegu (拔野古), Tongluo (同罗), Sijie (思结), Qibi (契).苾), A-Busi (阿布思) et Gulunwugusi (骨仑屋骨思). Les sept premiers nommés – qui vivaient au nord du désert de Gobi  – étaient dominants, tandis que les A-Busi et les Gulunwugu(si) émergèrent plus tard et furent acceptés sur un pied d'égalité avec les autres quelque temps après 743. Les A-Busi sont apparemment originaires d'un groupe sous-tribal au sein des Sijie , et des Gulunwugu(si) comme une combinaison de deux autres tribus.
Bilge Kaghan, un Khagan du Second Khaganat Turc  considérait les Toquz Oghuz comme étant « [son] propre peuple ». Il est également mentionné dans les inscriptions de Kul Tigin que les Göktürks et Toquz Oghuz se battaient cinq fois par an,,.
𐱃𐰸𐰆𐰕:𐰆𐰍𐰕:𐰉𐰆𐰑𐰣:𐰚𐰤𐱅𐰃:𐰉𐰆𐰑𐰣𐰢:𐰼𐱅𐰃:𐱅𐰭𐰼𐰃:𐰘𐰃𐰼:𐰉𐰆𐰞𐰍𐰴𐰃𐰤:𐰇𐰲𐰇𐰤:𐰖𐰍𐰃:𐰉𐰆𐰡𐰃

 Toquz Oγuz budun kentü budunïm erti Teŋіri jer bolγaqïn üčün yaγï boltï.

 "Les Neuf Oguzes étaient mon propre peuple. Alors que Tengri et la terre tombaient en désordre, ils se sont soulevés contre nous."
De même, des sources étrangères ont suggéré l'association politique de certaines tribus Toquz Oghuz aux Göktürks. Un texte khotanais Saka sur les Turcs de Ganzhou mentionnait saikairä ttūrkä chārä (< OTrk. * sïqïr türk çor ). Les Sïqïr Türks ont été identifiés avec les Sikāri dans les documents sogdiens ainsi qu'avec les Sijie,, qui ont été mentionnés comme Tujue Sijie (突厥思結) dans Zizhi Tongjian,. Parmi les tribus turques orientales qui habitaient au sud du désert de Gobi,  Tang Huiyao a inclus les Sijie (traduit à tort par Enjie 恩結), qui habitaient dans le gouvernorat militaire de Lushan 盧山都督府, et les Fuli, qui habitaient dans la même province jimi de Dailin que la tribu dissidente de Sijie A-Busi,. Les Fuli(-yu) (匐利[羽]), ou Fuli(-ju) (伏利[具]), étaient identifiables comme les Fuluo (覆羅) dans d'autres sources chinoises , et les Bökli-Çöligil (OTrk. 𐰋𐰇𐰚𐰲𐰃:𐰲𐰇𐰠𐰏𐰠), qui figuraient sur l'inscription de Kül-tegin et seraient originaires des Toungouses Mohe, Coréens,, ou de peuples ethniques turciques. Kenzheakhmet (2014:297-299) relie la tribu dissidente des Sijie Abusi (< OTrk. * Abïz ) aux Fuli (< OTrk. * Bükeli < büke "serpent, dragon" + suffixe conjonctif de coordination -li, éventuellement),.

### Liste alternative
Il existe une autre liste de neuf noms - Yaoluoge (藥羅葛) (< OTrk. 𐰖𐰍𐰞𐰴𐰺  Yaglaqar), Huduoge (胡咄葛), Guluowu (啒羅勿), Mogexiqi (貊歌息訖), A-Wudi (阿勿嘀), Gesa (葛薩),  Huwasu (斛嗢素), Yaowuge (藥勿葛) et Xiyawu (奚牙勿) - est apparue dans l'Ancien Livre des Tang et le Nouveau Livre des Tang. Selon Haneda (1957), Toquz Oğuz était un groupe de neuf clans dirigé par Yaglaqar et inclus dans la tribu ouïghoure. En revanche, Golden (1992) a proposé que Toquz Oğuz était le groupe de neuf tribus des Tang Huiyao dirigé par les Ouïghours, qui à leur tour comprenaient les neuf sous-tribus dirigées par Yaglaqar. L'inscription Shine Usu mentionnait que les Yağlaqar régnaient sur les «Dix [-tribus] Ouïghours» d'On-Uyğur et sur les «Neuf [-tribus] Oghuz de Toquz Oğuz». Pendant ce temps, Hashimoto, Katayama et Senga proposent que la liste des Tang Huiyao (dirigée par les Ouïghours) contenait les noms des tribus Toquz Oghuz proprement dites, tandis que chaque nom des deux listes (dirigées par Yağlaqar) dans les Livres des Tang enregistrait chaque nom de famille de chacun des neuf chefs de sous-tribu (par exemple Le nom de famille du chef ouïghour est Yağlaqar ; Le nom de famille du chef Sijie est Gesa, etc.).

### Montée en puissance et naissance du Khaganat ouïgour
En 742, les Toquz Oghuz, les Karlouks et les Basmyls se révoltent contre le Deuxième Khaganat turc.
En 744, les Basmyls s'emparèrent de la capitale turque d'Ötüken et tuent Özmiş Khagan. un peu plus tard la même année, les Toquz Oghuz, qui commencent à se faire appeler "Ouïghours", et les Karlouks s'allient contre les Basmyls et les vaincs. Leur khagan est tué et les Basmyls cessent d'exister en tant que peuple après cette défaite. L'alliance entre les Ouïghours et les Karlouks vole alors en éclat et les conflits qui s'ensuivent forcent ces derniers à migrer vers l'ouest, dans le Jetyssou. Là, ils entrent en conflit avec les Türgesh, qu'ils finissent par vaincre et conquérir en 766..
Le nom personnel du dirigeant ouïghour est Qullığ Boyla  (chinois traditionnel : 骨力裴羅). Après la victoire contre les Karlouks, il prend le titre de Kutlug Bilge Kol Khagan (Khagan glorieux, sage et puissant), et se proclame dirigeant suprême de toutes les tribus. Il fait construire sa capitale à Ordu-Baliq. Selon des sources chinoises, le territoire de l'Empire ouïghour atteint alors « à son extrémité orientale, le territoire de Shiwei, à l'ouest les monts de l'Altaï, au sud il contrôlait le désert de Gobi, il couvrait donc tout le territoire de l'ancien empire Xiongnu. » A ce stade, la Toquz Oghuz n'existe plus et a laissé la place au Khaganat ouïgour
En 745, les Ouïghours tuent Ozmish Qaghan (chinois : 白眉可汗 鶻隴匐), le dernier khagan des Göktürks, et envolent sa tête aux Tang.